# Heteropogon fischerianus
Heteropogon fischerianus är en gräsart som beskrevs av Norman Loftus Bor. Heteropogon fischerianus ingår i släktet Heteropogon och familjen gräs. Inga underarter finns listade i Catalogue of Life.